# Mohamed Abu Abdullah
Mohamed Abu Abdullah, född 1 mars 1981, är en friidrottare från Bangladesh. Han deltog vid olympiska sommarspelen 2008.